# Billy Blanco
William Blanco Abrunhosa Trindade, mais conhecido como Billy Blanco (Belém, 8 de maio de 1924 — Rio de Janeiro, 8 de julho de 2011), foi um arquiteto, músico, compositor e escritor brasileiro.
Descendente de galegos, é avô dos cantores Pedro Sol e Lua Blanco.

## Carreira
Atraído pela música desde criança, quando começou a compor tinha cuidado ao escrever seus sambas, com letras elaboradas, assuntos e composições das canções. Nos anos 1940, quando cursava o segundo ano de Engenharia, foi para São Paulo, para fazer o curso de Arquitetura, e ingressou no Mackenzie College em 1946. Foi para o Rio de Janeiro, e estudou na Faculdade de Arquitetura e Belas Artes, em 1948. Graduou-se em 1950 em Arquitetura.
Tinha um estilo próprio, descrevendo os acontecimentos a sua volta, com humor ou no gênero de exaltação, falando de amor e das desilusões; onde seu samba sincopado, que fugia da cadência vigente do estilo, passou a chamar a atenção dos cantores da época. Sua primeira composição foi "Pra Variar", em 1951. Nos anos 1950 e 1960 seus sucessos foram gravados por Dick Farney, Lúcio Alves, João Gilberto, Dolores Duran, Sílvio Caldas, Nora Ney, Jamelão, Elizeth Cardoso, Dóris Monteiro, Os Cariocas, Pery Ribeiro, Miltinho, Elis Regina, Miriam Batucada e Hebe Camargo. Seu primeiro sucesso foi "Estatutos da Gafieira", na voz de Inezita Barroso, em gravação da RCA Victor de 1954.
Entre seus parceiros estiveram Baden Powell, em "Samba Triste", Tom Jobim, em "Sinfonia do Rio de Janeiro" (suíte popular em ritmo de samba, de 1960) e João Gilberto, em "Descendo o Morro" e "A Montanha/O Morro", onde os dois doutores do asfalto homenageiam o samba de gente simples e de favela. Foram 56 parcerias com o violonista Sebastião Tapajós e com outros compositores, num total de quinhentas músicas, sendo que trezentas já gravadas.

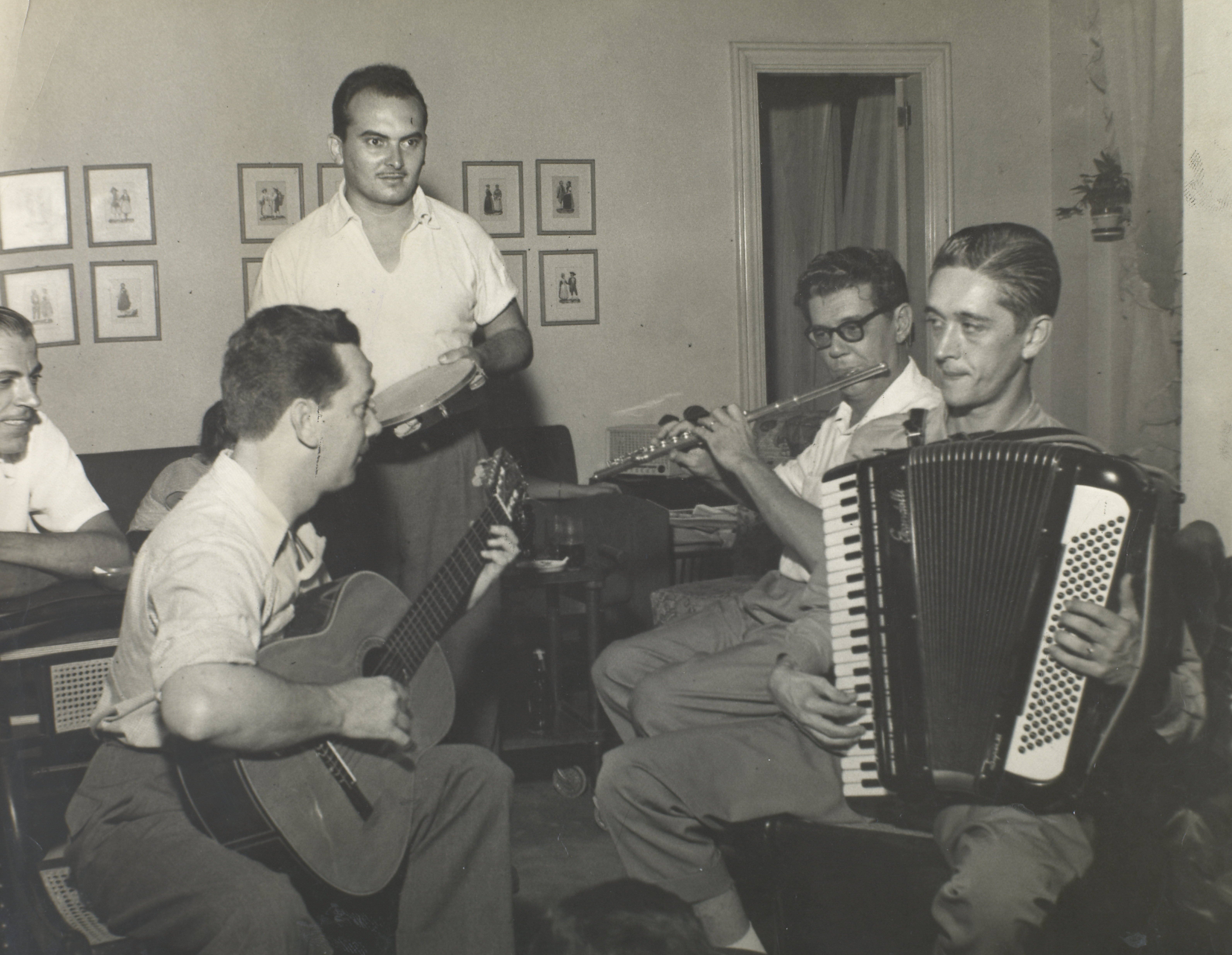
Garoto, Radamés Gnatalli, Chiquinho e Billy Blanco, 1955. Arquivo Nacional.

Entre seus sucessos destacam-se "Sinfonia Paulistana", "Tereza da Praia", "O Morro", "Estatuto da Gafieira", "Mocinho Bonito", "Samba Triste", "Viva meu Samba", "Samba de Morro", "Pra Variar", "Sinfonia do Rio de Janeiro" e "Canto Livre". "Sinfonia do Rio de Janeiro" é composta por dez canções, escritas em parceria com Tom Jobim, em 1960. As canções que formam a suíte são "Hino ao Sol", "Coisas do Dia", "Matei-me no Trabalho", "Zona Sul", "Arpoador", "Noites do Rio", "A Montanha", "O Morro", "Descendo o Morro" e "Samba do Amanhã".

"Sinfonia Paulistana" foi concluída em 1974, depois de dez anos de trabalho. É composta por quinze canções, cantadas por Elza Soares, Pery Ribeiro, Cláudia, Claudette Soares, Nadinho da Ilha, Miltinho e pelo coro do Teatro Municipal de São Paulo. A produção foi de Aloysio de Oliveira, com orquestra regida pelo maestro Chico de Moraes. As músicas se chamam "Louvação de Anchieta", "Bartira", "Monções", "Tema de São Paulo", "Capital do Tempo", "O Dinheiro", "Coisas da Noite", "O Céu de São Paulo", "Amanhecendo", "O Tempo e a Hora", "Viva o Camelô", "Pro Esporte", "São Paulo Jovem", "Rua Augusta" e "Grande São Paulo". Em "Monções, destaca-se o carimbó épico, e em "O Tempo e a Hora", a fusão entre bossa e pop. O jornal O Estado de S. Paulo definiu o refrão de "Amanhecendo" como o "que mais define o paulistano". Entre 1974 e 2017, essa música, a mais famosa da suíte, fez parte da trilha sonora do Jornal da Manhã, noticiário matutino da Rádio Jovem Pan.

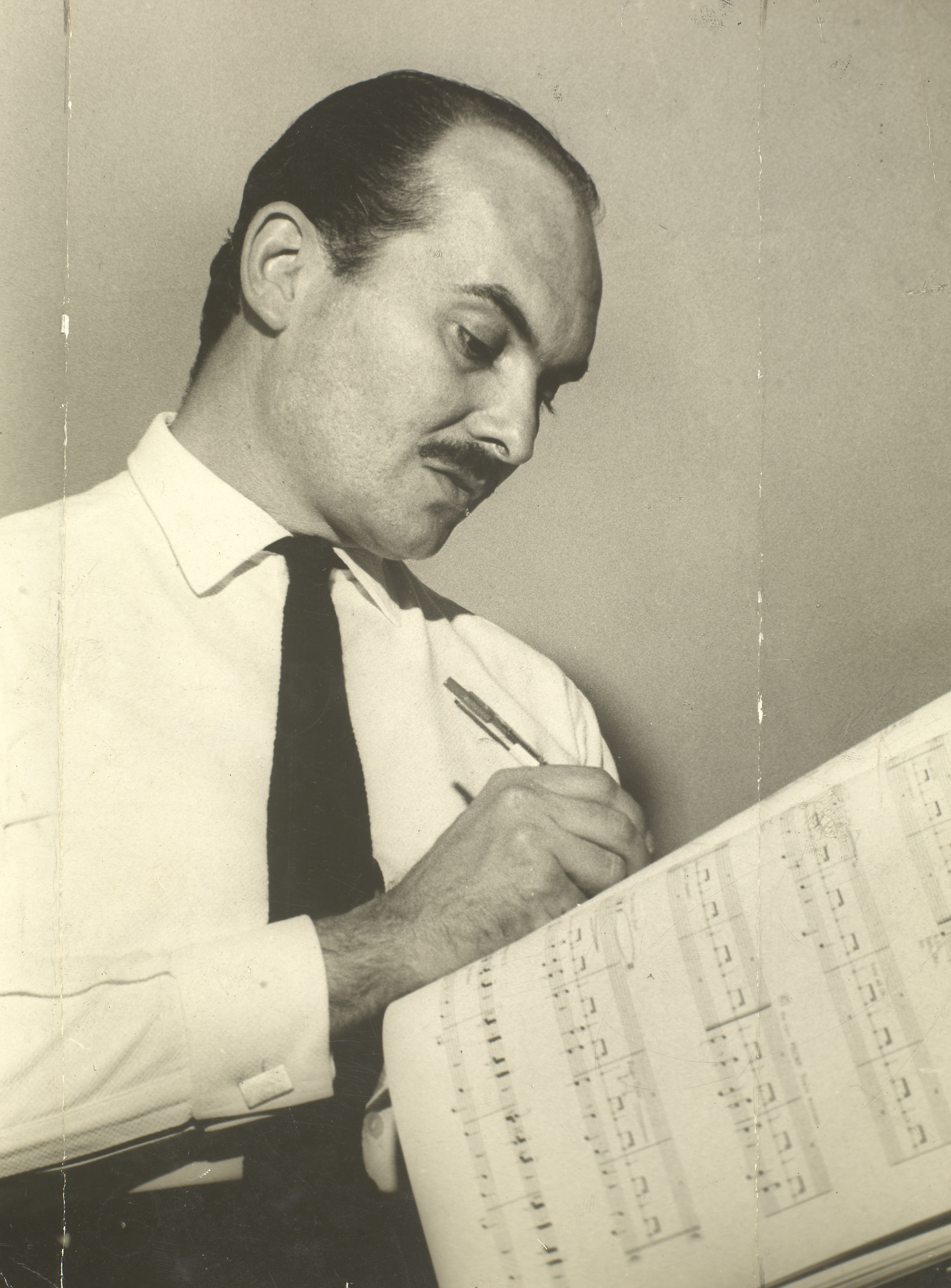
Em 1965.

Depois de passar uma temporada no Forte de Copacabana durante a ditadura brasileira, Billy Blanco compôs "Canto Livre".
Em 2009, aceitou o convite do cineasta brasileiro Cesar Nero para participar da produção de cinema "Desde o Princípio" com sua composição "Sinfonia Paulistana", sobre um mensageiro do futuro que chega a São Paulo para tentar evitar uma catástrofe. A produção contava com participações de Antonio Abujamra, Maximira Figueiredo, José Mojica Marins, Mario Gomes e Chico Anysio.
Enquanto aguardava os trabalhos dessa produção e trocava informações com o diretor Cesar Nero, Billy continuava a dedicar-se à música gospel, até sofrer um derrame e ser internado no Rio de Janeiro no segundo semestre de 2010. Apesar do quadro estável, em dezembro ainda não conseguia se comunicar oralmente. Em 8 de julho de 2011 o cantor e compositor morreu, aos 87 anos. Ele estava internado desde o AVC.
Em 2012, foi homenageado pela Prefeitura do Rio de Janeiro, emprestando seu nome para o Mergulhão Billy Blanco, obra no Trevo das Palmeiras (também conhecido como Cebolão), na Barra da Tijuca.

## Livros escritos (em parceria)
- MACEDO, Regina Helena - Tirando de Letra e Música - Editora Record - 1996 - 224págs. - ISBN 85-01-04339-7
- MACEDO, Regina Helena - Florentino Dias: uma vida dedicada a música - Editora Record - 96 págs. - ISBN 85-01-05652-9